# ヨスト・ビュルギ

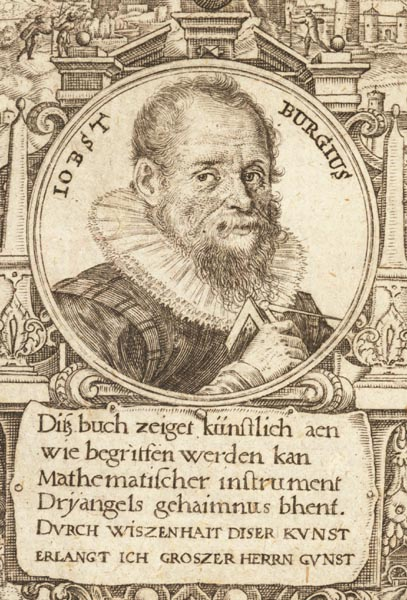
ヨスト・ビュルギ

ヨスト・ビュルギ（Jost Bürgi またはJoost Bürgi またはJobst Bürgi 、1558年2月28日 - 1632年1月31日）はスイス生まれの時計職人、天文機器製作者である。ジョン・ネイピアとは独立に対数を発見した。
スイスのザンクト・ガレン州トッケンブルク（Toggenburg）に生まれた。1579年から1604年の間ドイツのカッセルで活躍した。時計や観測機器の製作で評価を得た。特に、機械式時計の脱進機とルモントワールの開発が重要である。天文学の観測に、ゲオルク・プールバッハの三角関数表を用い、1588年に対数を用いて計算を行った（対数の発見者はより早く対数について発表したジョン・ネイピアの業績とされる）。
1604年から1630年の間はルドルフ2世にプラハに招かれ、ヨハネス・ケプラーの計算係を務めた。1631年にカッセルに戻り、同地で没した。